# Sheraton Batoumi
Le Sheraton Batoumi est un gratte-ciel construit de 2008 à 2010 à Batoumi, dans l'ouest de la Géorgie. Il mesure 118 mètres de hauteur pour 22 étages.
La tour est inspirée du phare d'Alexandrie.
Le bâtiment abrite un hôtel 5 étoiles de la chaîne Sheraton.